# Buddha-természet
A buddha-természet vagy buddha elv több, egymáshoz kapcsolódó fogalomra vonatkozik, melyek közül a legfontosabbak a tathágata-garbha és a buddha-dhátu. Az előbbi jelentése az „ekként távozott” (tathágata) „méhe” vagy „embriója” (garbha), az utóbbié „buddha-birodalom” vagy „buddha-aljzat”.

## Indiai eredete
A buddha-természet fogalma Indiából származik, amelyet azután Kínában fejlesztettek tovább a helyi kulturális szokásokhoz igazodva. Az emberi tudatosság természetével és a megvilágosodás eszközeivel kapcsolatos tudomány kialakulásában többféle buddhista iskola is közrejátszott.

### Megvilágosodott tudat

#### Ragyogó tudat
Wayman szerint a tathágata-garbha ideája Buddhának azon tanítására épült, hogy létezik az önmagában tiszta, ragyogó tudat (prabhasvara csitta), "amelyet véletlenszerűen takarnak el a tudatban lévő szennyeződések (agantukaklésa)". Ezt a ragyogó tudatot írja le az Anguttara-nikája: "Szerzetesek, a tudat ragyogó. A beérkező szennyeződések koszolják be."
A mahászánghika iskola adta hozzá ehhez a ragyogó tudathoz a múlavidzsnyána fogalmát, amely az alap tudatosságra vonatkozik, azaz a tudatosság alapját képezi.

#### Tiszta tudatosság
A ragyogó tudatosság elképzeléséből ered az az elképzelés, hogy a megvilágosodott tudat tiszta és szennyezés nélküli. A tathágata-garbha szútrákban ez a tiszta tudatosság az a mag, amelyből a buddhaság kihajt:
|  | „Amikor erre az önmagában tiszta tudatosságra olyan elemként tekintettek, mint amelyből megfogan a buddhaság, akkor a „tathágata (Buddha) embriója” tana, függetlenül attól, hogy a kifejezést használták-e vagy sem.” |
|  | |

Gregory a tan eredetéről a következőket írja: „Ebből a tanból az következik, hogy [...] a megvilágosodás a tudat természetes és tiszta állapota”.

### Dharma-dhátu – Buddha birodalma
A mahájána buddhizmusban új elképzeléseket fejlesztettek ki a buddhák megjelenésével kapcsolatban. Ezek legelőször a Lótusz szútrában jelentek meg, amely különbséget tesz mennyei és földi buddhák között.

#### Lótusz szútra
Az i.e. 100 és i.sz. 200 között keletkezett Lótusz szútra tovább fejlesztette és népszerűvé tette a buddha-természet tanításait és nagy hatással volt későbbi szútrákra is.
A tizedik fejezet a bodhiszattva ideállal együtt kihangsúlyozza, hogy mindenki képes a megvilágosodásra. Minden érző lény elérheti a buddhaságot, nem csupán a szerzetesek és az apácák, hanem a világi emberek a srávakák, a bodhiszattvák és a nem emberi lények is. A szútra részletesen leírja, hogy minden érző lényből válhat „dharma tanító”.
A szútra tizenkettedik fejezete leírja, hogy a buddha-természet egyetemesen érvényes minden emberre és még a történelmi Dévadatta személye is potenciális buddhának számít. Dévadatta története után egy másik történet következik, amelyben egy sárkány hercegnőről azt nyilatkozza Mandzsusrí bodhiszattva, hogy még jelenlegi formájában el fogja érni a megvilágosodást.

#### Az Avatamszaka-szútraés az egyetemes buddhaság
Wayman szerint az Avatamszaka-szútra (1-3. század) számít következő lépcsőfoknak a buddha-természet tanának fejlődésében. A szútra nem tartalmazza ugyan a fogalom leírását, azonban az érző lények Buddha bölcsességébe történő egyetemes behatolásának gondolata (buddha-dzsnyána)" a buddha-méh koncepcióját egészítette ki.
A szútra alapelgondolása az abszolút és a relatív egységére vonatkozik: „Minden egyben és egy mindenben. A mindenség egyetlen egészbe olvad.” A valóság minden szintje összefügg és egymásba hatol. Ezt ábrázolja az Indra hálója is.

#### Trikája
I.sz. 300 körül a jógácsára iskola Trikája vagy három test tana néven foglalta rendszerbe az akkori legjelentősebb elméleteket a buddha-természetről. Eme tan szerint a buddhaságnak három aspektusa van. A tan arról szól, hogy egy buddhának három teste van: a nirmánakája vagy fizikai látszattest, amely megjelenik térben és időben; a szambhógakája vagy megvilágosodás- vagy örömtest, amely a kultusz és az ábrázolások tárgya; valamint a dharmakája vagy törvénytest, amely egy buddha határtalan, abszolút természetét fejezi ki.

## Tathágata-garbha szútrák – a buddhaság lényege
A tathágata-garbha szútrák Indiából származnak, azonban nagyobb hatással voltak a kelet-ázsiai buddhizmus fejlődésére. A legkorábbi ilyen szútra a Tathágata-garbha-szútra., a legfontosabbnak tartott szútra pedig a Srímáládeví Szimhanáda-szútra. Jelentős szútrának tartják még, főleg a kínai gondolati iskolákban, a Mahájána Maháparinirvána-szútrát.

### Tathágata-garbha-szútra
A Tathágata-garbha-szútra (200-250) a tathágata-garbha tan legkorábbi megjelenési formája (...) és a tathágata-garbha fogalom is feltehetően ebből a szútrából kölcsönözte a nevét. A szútra állítása szerint az egyén már eleve meg van világosodva.

### Srímáládeví Szimhanáda-szútra
A Srímáládeví Szimhanáda-szútra (3. század), vagy más néven Srimala királynő oroszlánjának üvöltése, amely a tathágata-garbha „legvégső szoteriológiai elvére” helyezi a hangsúlyt. A tathágata-garbhára vonatkozóan a következő állítást tartalmazza:
|  | „Uram, a Tathágata-garbha sem Én, sem élőlény, sem lélek, sem személy. A Tathágata-garbha nem lények csoportja, akik abba a hitbe esnek, hogy valós személyek, akik önfejű elveket vallanak és akik gondolatait megzavarja az üresség. Uram, ez a Tathágata-garbha a látszólagos Dharma-dhátu embriója, a Dharma-kája embriója, a természetfeletti dharma embriója, az önmagában tiszta dharma embriója.” |
|  | |

Ebben a szútrában két lehetséges állítás hangzik el a tathágata-garbhával kapcsolatban:
|  | „Vagy eltakarják a szennyeződések, amikor úgy nevezik, hogy a Tathágata embriója, vagy szennyeződéstől mentes, amikor a Tathágata embriója már nem embrió (potenciál), hanem a Tathágata (valóban).” |
|  | |

### Maháparinirvána-szútra
A Maháparinirvána-szútra (2. század) fontos szerepet játszott a buddhista tanítások kínai terjedésében. Simoda Maszahiro szerint a szútra szerzői a sztúpa-hódolat vezetői és szószólói voltak. A buddha-dhátu kifejezés eredetileg az ereklyékre vonatkozott. A Maháparinirvána-szútrában már a tathágata-garbha fogalom helyett szerepel. A szerzők a  Tathágatag-arbha-szútrát használták a fizikai ereklyék iránti hódolat kifejezése helyett az emberekben rejlő Buddha iránti hódolat kifejezésére, amely a megvilágosodás ígéretét jelentette.
Sallie B. King szerint ez nem számít nagy újításnak, inkább egy rendszert nélkülöző változtatás, amelyet követően későbbi diákok és szövegmagyarázók igyekeztek különféle struktúrák szerint rendszerezni. King szerint a legfontosabb újítása az volt, hogy  összekapcsolta a buddha-dhátu és a tathágata-garbha fogalmakat. Ez a szútra a buddha-természetet "önvalóként" ábrázolja. A Maháparinirvána-szútra egy igaz belső énre utal.  Ennek az „énnek” a metafizikai és ontológiai státuszát azonban eltérően értelmezik a mahájána különböző filozófiai iskolái. A madhjamaka iskolában, minden más jelenséghez hasonlóan, az „én” saját létezéstől mentes. A jógácsárában a tárház-tudatra vonatkozik, amely a megvilágosodás magjait jelenti. Paul Williams szerint egyértelmű, hogy a Maháparinirvána-szútra lehetővé teszi a buddhisták számára, hogy elfogadják az átman (lélek) fogalmát, amennyiben az helyes értelmezésben szerepel.

## Fogalmak összekapcsolódása

### Tathágata-garbha és Alajavidzsnyána
Kalupahana szerint a Nágárdzsuna-féle madhjamaka és a Vaszubandhu-féle jógácsára az abszolútista tendenciák megjelenésének késői változatai. Nágárdzsuna műve a pradzsnyápáramitá szútrákra épül, amelyekhez az anátman tan nyújt elméleti hátteret.

#### Abhidhamma – a megvilágosodás magja
A buddha-természet tana részben visszavezethető az abhidharmikus metafizikai vitákig, amelyek a nikája iskolák között zajlottak. A problémát az anatta tan karma és újjászületés elméletébe való beépítése jelentette. Az anatta tan szerint nem létezik mindentől független „én”, míg a karma koncepciója szerint mintha lenne valamiféle esszencia, amely újjászületik. Ezt a problémát kívánta orvosolni a karmikus magvak fogalmának bevezetése. Az emberi cselekedetek karmikus hatása magvakként raktározódnak, ameddig ebben vagy a következő életben ki nem hajtanak. Nem az én, hanem ezek a karmikus magvak jelentik a következő élet keletkezésének alapját.
Ezt az elméletet karolta fel a szautrántika iskola a szarvásztiváda iskolával szembeni vitában, amely a jelenségek (dharmák) metafizikai státuszáról szólt. Ez megegyezik a jógácsára iskola tárház-tudat (álaja-vidzsnyána) elméletével, amely tartalmazza ezt a magokkal kapcsolatos elméletet. Eredetileg az álaja-vidzsnyána csupán a szennyezett tudatra vonatkozott, az öt érzékszerv és a tudat működésének szennyeződéseire (ájatana). Ugyanígy vonatkozott a kifejezés a múla-vidzsnyánára, az alaptudatra vagy tudatfolyamra, amelyből a tudatosság és az észlelés fakad.
A jógácsára iskola szerint a megvilágosodás egy mag eredménye, amely az emberi elmén kívülről fakad, méghozzá a dharma tanításokból.

#### Jógácsára
Vaszubandhu részletes elemzést ad az emberi tudat és tudatosság működéséről, amely az öt szkandha működésének elemzésén alapul. Vasubandhu elemzése lehetőséget teremt egy transzcendentális esszencia feltételezésére, de a későbbi követői idealista módon értelmezték.

#### Lankávatára-szútra
A Lankávatára-szútra (350-400) összedolgozta a tathágata-garbha tant és a álaja-vidzsnyána tant. Ez a szútra beépíti az előbbi tant a jógácsára nézőpontba, amelyet későbbi művekben fejleszt tovább (Tanulmány a hit felébredéséről a mahájánában). A Lankávatára-szútra szerint a tathágata-garbha megegyezik az álaja-vidzsnyánával. Az álaja-vidzsnyána tartalmazza a tiszta magot, vagy buddha-természetet, amelyből a megvilágosodás nyílik.

### A tathágata-garbha és a buddha-dáthu
A Mahájána Maháparinirvána-szútra összefűzte a buddha-természet és a buddha-dhátu fogalmát. Kosho Yamamoto rámutat, hogy a Nirvána-szútra egy sor egyenlőséget tartalmaz: "Így keletkeznek az egyenlőségek: buddha-test = dharma-kája = örök-test = örök-buddha = örökkévalóság."
Buddhát örökké létezőként mutatja be, amely meghaladja az hétköznapi ember korlátait:
|  | „Mi a Tathágata [Buddha]? [...] Ő az, aki örök és változatlan. A „van” és a „nincs” emberi fogalmak felett áll. Ő az „Ilyenség” [tathata], amely egyszerre jelenség és nem-jelenség.” |
|  | |

A buddha-természet mindenkor jelen van minden érző lényben. Ez nem jelenti, hogy minden érző lénynek buddha tulajdonságai van, csak azt, hogy a jövőben meg fogják szerezni azokat a tulajdonságokat. A buddha tulajdonságokat elhomályosítják a szennyeződések, amelyek a negatív tudatállapotokra vonatkoznak.

## Tibeti buddhizmus
A tibeti buddhizmus egyik iskolája, a Gelugpa a madhjamaka aliskolájának számító rangtong praszangika elméletét részesíti előnyben a jógácsára és a buddha-természettel szemben. Más iskolák, főleg a dzsonang, és a rimé mozgalom inkább a sentong nézetet vallja („másik-üres”), amely az abszolútra úgy tekint, mint amely "véletlen szennyeződésektől mentes". A tathágata-garbha tanításnak ez az értelmezése hatalmas vitákat indított a tibeti buddhizmuson belül.
A nyingma és a szakja iskolák szerint a tathágata-garbha a tudat tisztaságának és ürességének szétválaszthatatlanságát jelenti. A dzsonang iskola szerint a tudat veleszületett tulajdonságaira utal, amelyre a zavaró szennyeződések eltávolítása után a mindentudás a jellemző.
A gelug iskola egyik legfontosabb tanítója, a 14. dalai láma a madhjamaka filozófiai nézet irányából tekint a buddha-természetre, amely szerinte „a tudat tiszta fénye”, azonban kiemelte, hogy végső soron az sem létezik önmagában, minden mástól függetlenül.

## Külső hivatkozások
- Thich Hang Dat, The Interpretation of Buddha-nature in Chan Tradition
- On the Buddha-nature of Insentient Things, Robert H. Sharf
- "Nirvana Sutra": full text of "Nirvana Sutra", plus appreciation of its teachings. and Nirvana Sutra (2,6 MB)
- The Laṅkāvatāra Sūtra A Mahāyāna Text
- Hodge, Stephen (2009 & 2012). "The Textual Transmission of the Mahayana Mahaparinirvana-sutra"